# Técnica de Kato
La técnica de Kato (también llamada técnica de Kato-Katz ) es un método de laboratorio para preparar muestras de heces humanas para buscar huevos de parásitos.

## Historia
Fue desarrollado en 1954 por el científico de laboratorio médico japonés Dr. Katsuya Kato (1912–1991). La técnica fue modificada para su uso en estudios de campo en 1972 por un equipo brasileño de investigadores dirigido por el parasitólogo brasileño Naftale Katz (n. 1940), y esta modificación fue adoptada por la OMS como estándar de oro para múltiples infecciones por helmintos

## Método
Los métodos publicados varían en detalle, pero generalmente involucran una cantidad estandarizada de heces tamizadas que se examinan bajo microscopía óptica y, posteriormente, se obtiene un recuento estandarizado de la cantidad de huevos en el mismo, en términos de número de huevos por gramo. Posiblemente puede implicar teñir la muestra fecal.

## Indicaciones
La técnica de Kato ahora se usa comúnmente para detectar huevos de esquistosoma. En el pasado también se ha utilizado para otros huevos de helmintos como ascaris, uncinarias, trichuris, entre otras.

## Desventajas y críticas
Un estudio de 299 sujetos infectados con Schistosoma mansoni encontró que el método tenía poca reproducibilidad y, por lo tanto, ya no se recomienda para entornos de atención primaria de salud: el problema puede ser que los huevos de S. mansoni tienden a agruparse, lo que significa que incluso los portaobjetos preparado a partir del mismo espécimen puede contener recuentos de huevos muy diferentes. El otro argumento principal en contra de la técnica de Kato es que es complicada y, por lo tanto, expone a los técnicos a un riesgo de infección innecesariamente alto.

## Otras lecturas
- Glinz, D.; Silué, K.D.; Knopp, S.; Lohourignon, L.K.; Yao, K.P. (2010). «Comparing Diagnostic Accuracy of Kato-Katz, Koga Agar Plate, Ether-Concentration, and FLOTAC for Schistosoma mansoni and Soil-Transmitted Helminths». PLOS Neglected Tropical Diseases 4 (7): e754. PMC 2907416. PMID 20651931. doi:10.1371/journal.pntd.0000754.